# ジャガディッシュ・チャンドラ・ボース

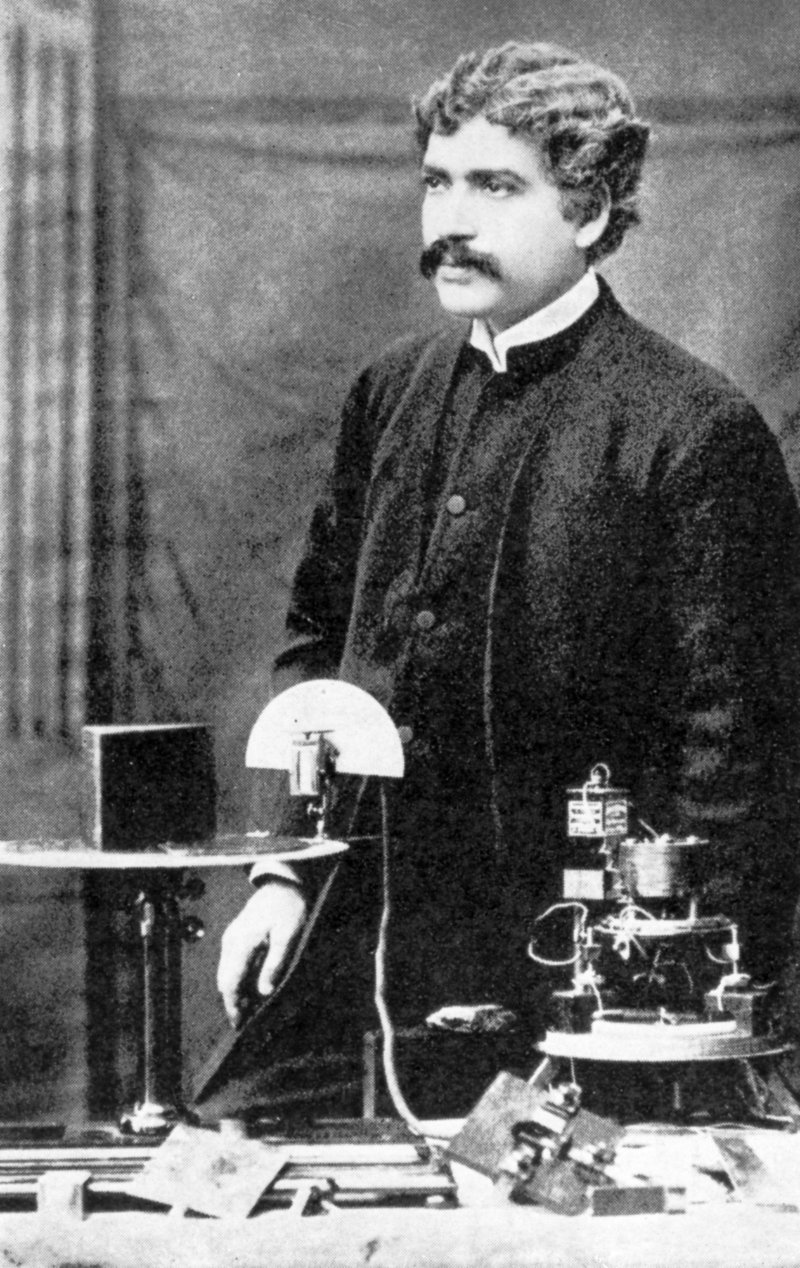
ジャガディッシュ・チャンドラ・ボース

ジャガディッシュ・チャンドラ・ボース（英語：Sir Jagadish Chandra Bose  、ベンガル語：স্যার জগদীশ চন্দ্র বসু  、1858年11月30日 - 1937年11月23日）はインドの物理学者、SF作家である。

## 概要
イギリス統治下のベンガル行政区マイメンシン生まれ、カルカッタのセントザビエルカレッジ卒業。薬学を学ぶためロンドン大学に留学したが、健康を害して帰国。プレジデンシーカレッジ（Presidency College）の物理学教授に就任した。インドの無線科学、SFの父と呼ばれる。研究分野は広範で、クレスコグラフ (Crescograph) を発明している。
1904年に天然の方鉛鉱を使用した鉱石検波器を開発した。これは鉱石ラジオに使用されて普及した。1920年王立協会フェロー選出。　

## トピック
2016年11月30日のGoogle Doodleは、彼の生誕158周年を記念したものとなった。IEEEは彼の功績を讃え、2025年に「IEEEジャガディッシュ・チャンドラ・ボース無線通信メダル（ IEEE Jagadish Chandra Bose Medal in Wireless Communications）」を創設した。